# Опосум
Опо́сум (Didelphis) — рід сумчастих ссавців родини Опосумові (Didelphidae). Відомо 6 видів, що мешкають у Північній і Південній Америці, а також в Австралії.

## Опис
Опосум розміром з домашню кішку, з короткими лапами, гострою, світло забарвленою мордою й голими вухами з рожевими кінчиками. Хвіст майже голий, довгий, хапального типу. Загальне забарвлення зазвичай сіре, зрідка трапляються чорні звірки. У самок розвинена сумка, що відкривається назад. Довжина тіла — 36–53 см, хвоста — 25–33 см, маса 1,6–5,7 кг.

## Спосіб життя
Опосуми населяють як низини, так і горбисту місцевість; мешкають переважно біля водойм. Активні в основному вночі. Порівняно з іншими ссавцями, здаються повільними й некмітливими. Часто прикидаються мертвими, — ця захисна реакція допомагає врятуватись від хижаків, які не їдять падла. Опосуми вправно лазять по деревах, чіпляючись за гілки п'ятипалими лапами з далеко відставленим великим пальцем і м'язистим хапальним хвостом. До осені опосуми дуже жиріють й узимку нерідко по кілька днів впадають в заціпеніння у своїх лігвищах. За останні десятиліття ареал опосума трохи збільшився на північ, але холоди лімітують це просування.
Опосуми майже всеїдні. Вони поїдають падло, безхребетних, мишей, рептилій, земноводних, гриби, багато культурних рослин, особливо кукурудзу й зернові злаки.

## Розмноження
Самки починають розмножуватися у віці одного року. Притулком слугують дупла, порожнини в ґрунті під будівлями; можуть влаштовувати гнізда в смітті. У роті й на зігнутому гачком хвості самка приносить сухе листя й залишки рослин для будівлі гнізда. На півночі в опосумів буває один виводок, в південній частині ареалу — два виводки на рік. Виводок складається спочатку з 8–18 дитинчат. Після виходу із сумки зазвичай виживає не більше 7 дитинчат. Новонароджені опосуми важать приблизно 2 мг, 20 таких дитинчат вільно вміщаються в чайній ложці. За допомогою добре розвинених кігтиків на передніх лапках вони залазять в сумку матері. Через два місяці в них з'являється шерсть і відкриваються очі. Прикріпившись до сосків, вони висять на них 65–70 днів, потім починають пересуватися самостійно й харчуватися твердою їжею. Самка носить молодих дитинчат на собі. Дитинчата лазять по спині й боках матері, чіпляючись за її шерсть, часто при цьому притримуючись хвостом за її хвіст, який вона тримає над спиною кінцем уперед. Наступний виводок самка може мати через 3,5 місяці після попереднього. Тривалість життя в дикій природі в більшості видів опосума менше 2 років. У неволі вони можуть жити понад 7 років.

## Використання
Міцну шкірку й жорстке хутро опосума використовують для виготовлення верхнього одягу та інших виробів. М'ясо придатне для споживання. Опосуми завдають певної шкоди господарським угіддям, але цю шкоду часто перебільшують.